# Рыбы в космосе
Полёты рыб в космосе  — серия биологических экспериментов над рыбами, проводимых на орбите Земли. Это часть экспериментов с животными в космосе, основная задача которых - определить влияние факторов космического полёта на рост, развитие, адаптацию и поведение живых организмов.
Рыбы — животные, которое проводят свою жизнь в воде в состоянии, похожем на космическую невесомость. Это состояние возникает в результате того, что сила Архимеда компенсирует силу тяжести. Изучение рыб позволяет установить, какое влиянии оказывают другие факторы полёта, а так же чем состояние погружения отличается от космической невесомости, и какое влияние эта разница оказывает. Кроме того зачастую рыбы являются хорошими модельными организмами для исследований разного рода.

## Запуски
| Дата старта      | Дата приземления     | Космический аппарат            | Вид рыб                                        | Примечания                                                              |
| ---------------- | -------------------- | ------------------------------ | ---------------------------------------------- | ----------------------------------------------------------------------- |
| 28 июля 1973 год | 25 сентября 1973 год | Скайлэб-3                      | Обыкновенный фундулюс (Fundulus heteroclitus)  |                                                                         |
| 2 декабря 1974   | 8 декабря 1974       | Союз-16                        | Данио-рерио (Danio rerio)                      |                                                                         |
| 15 июля 1975     | 21 июля 1975         | Союз-19 (Союз — Аполлон)       | Данио-рерио                                    | Некоторые особи погибли в полёте.                                       |
| 15 июля 1975     | 24 июля 1975         | Аполлон (Союз — Аполлон)       | Обыкновенный фундулюс                          |                                                                         |
| 25 ноября 1975   | 15 декабря 1975      | Бион-3                         | Обыкновенный фундулюс                          | Эмбрионы.                                                               |
| 25 ноября 1976   | 24 августа 1976      | Союз-21/Салют-5                | Данио-рерио, Гуппи (Poecilia reticulata)       |                                                                         |
| 15 сентября 1976 | 23 сентября 1976     | Союз-22                        | Костистые рыбы                                 |                                                                         |
| 29 сентября 1987 | 12 октября 1987      | Бион-8                         | Гуппи                                          | Не выжили после приземления.                                            |
| 8 июля 1994      | 23 июля 1994         | Спейс Шаттл «Колумбия» STS-65  | Японская оризия (Oryzias latipes)              |                                                                         |
| 23 января 1998   | 31 января 1998       | Спейс Шаттл Индевор STS-89     | Меченосец (Xiphophorus)                        |                                                                         |
| 17 апреля 1998   | 3 мая 1998           | Спейс Шаттл «Колумбия» STS-90  | Меченосец Рыба-жаба (Opsanus tau)              | Двое из четырёх рыб-жаб погибли в полете из-за неисправности аквариума. |
| 29 октября 1998  | 7 ноября 1998        | Спейс Шаттл «Дискавери» STS-95 | Рыба-жаба                                      |                                                                         |
| 16 января 2003   |                      | Спейс Шаттл «Колумбия» STS-107 | Пескарь (Gobio gobio) Японская оризия          | Катастрофа. Все погибли при приземлении.                                |
| 23 октября 2012  |                      | Союз ТМА-06М                   | Японская оризия                                | Некоторые погибли в полёте.                                             |
| 19 апреля 2013   | 19 мая 2013          | Бион-М №1                      | Мозамбикская тилапия (Oreochromis mossambicus) | Погибли в полёте.                                                       |
| 27 июля 2014     |                      | HTV3/ МКС                      | Японская оризия                                |                                                                         |
| 5 февраля 2014   |                      | Прогресс М-22М/ МКС            | Золотая рыбка (Carassius auratus)              |                                                                         |
| 27 сентября 2014 | 23 ноября 2014       | Союз ТМА-14М/ МКС/Союз ТМА-15М | Данио-рерио Японская оризия                    |                                                                         |

## Рыбы

### Фундулюсы
Два малька и 50 икринок обыкновенного фундулюса из семейства фундуловых стали одними из первых рыб в космосе. Фундулюсы распространены в Америке и использовались в основном в американских экспериментах. Этот вид известен своей выносливостью и способностью переносить колебания температуры от 6 до 35 °C и изменения солёности, что очень подходит для сложных условий космического полёта. Кроме того, их геном пластичен и внешний вид меняется в зависимости от среды, что хорошо для проведения наблюдений.
Основная цель экспериментов с рыбами этого семейства была в изучении развития эмбрионов. В рамках небольшого месячного полёта удалось пронаблюдать все стадии. В рамках как первого, так и последующих полётов никаких отклонений в развитии фундулюсов выявлено не было. В эксперименте на Бионе 3 были замечены все же отклонения, но при изучении контрольной группы рыбок на Земле было установлено, что причиной стала новая токсичная маркировочная лента.
В поведении же рыб сразу обнаружилась особенность. Рыбы первые три дня двигались петлями, выписывали восьмёрки, не зная, в какую сторону плыть, хаотично ориентировали своё тело в пространстве. На третий день рыбы плавали уже обычным образом, спиной к источнику света. Вылупившиеся в невесомости мальки изначально плавали так же, как их старшие представители, но когда аквариум встряхивали, их движение становилось петлеобразным. Внутреннее ухо рыб не связано с плавучестью и в космической невесомости не даёт информации о положении тела.

### Данио-рерио

Этапы развития данио-рерио.

Данио-рерио — второй вид рыб побывавших в космосе. Этот распространённый в СССР как и во всем мире вид очень часто используют при изучении биологии развития. Эмбрион развивается быстро и проходит стадии от яйца до личинки всего за три дня, что подходит для краткосрочных полётов. Эмбрионы крупные, прозрачные и развиваются вне матери, что облегчает наблюдение за ними. Мальки тоже на ранних стадия развития прозрачны, что позволяет изучать структуру костей скелета и вымывание кальция из костей, которое наблюдается в космосе. Исследования никаких отклонений в развитии эмбрионов не выявляли. Кроме того данио-рерио часто используют в генетических исследованиях. Трансгенных данио-рерио, которые экспрессируют флуоресцентные белки внутри тела используются в исследованиях для получения трёхмерной визуализации различных тканей, скелета, мышц и сухожилий. Такие эксперименты помогают в изучении мышечной дистрофии.
Однако, один из экспериментов, проводимых на миссии Союз-Аполлон закончился неудачно. В аквариуме с мальками рыб была закачана вода с кислородом на 10 дней. Для перехода из корабля Союз с воздушной средой в Аполлон с кислородной средой в стыковочном агрегате сбрасывалось давление, чтобы подготовить организм. Оно было сброшено с 760 до 550 мм ртутного столба. Из-за перепада давления аквариумы лопнули. Вода осталась в контейнере, но кислород весь вышел, рыбки погибли. А. А. Леонов в бортжурнале сделал запись:
```
«Как себя чувствуют рыбки? 

-Хорошо, они все погибли»
```

### Гуппи
Гуппи — самая популярная и неприхотливая аквариумная рыбка, но чувствительная к различным изменениям в окружающей среде. Хорошо изучена благодаря своей распространённости. Характерной особенностью гуппи является яйцеживорождение. В отличие от большинства других рыб, оплодотворение икры и развитие эмбриона происходит не во внешней среде, а в теле самки. В результате на свет появляется уже сформированный малёк. Это повышает шансы малька на выживание. В целях изучить эмбриональное развитие в космосе в варианте яйцеживорождения этих рыб и отправляли.

### Рыба-жаба

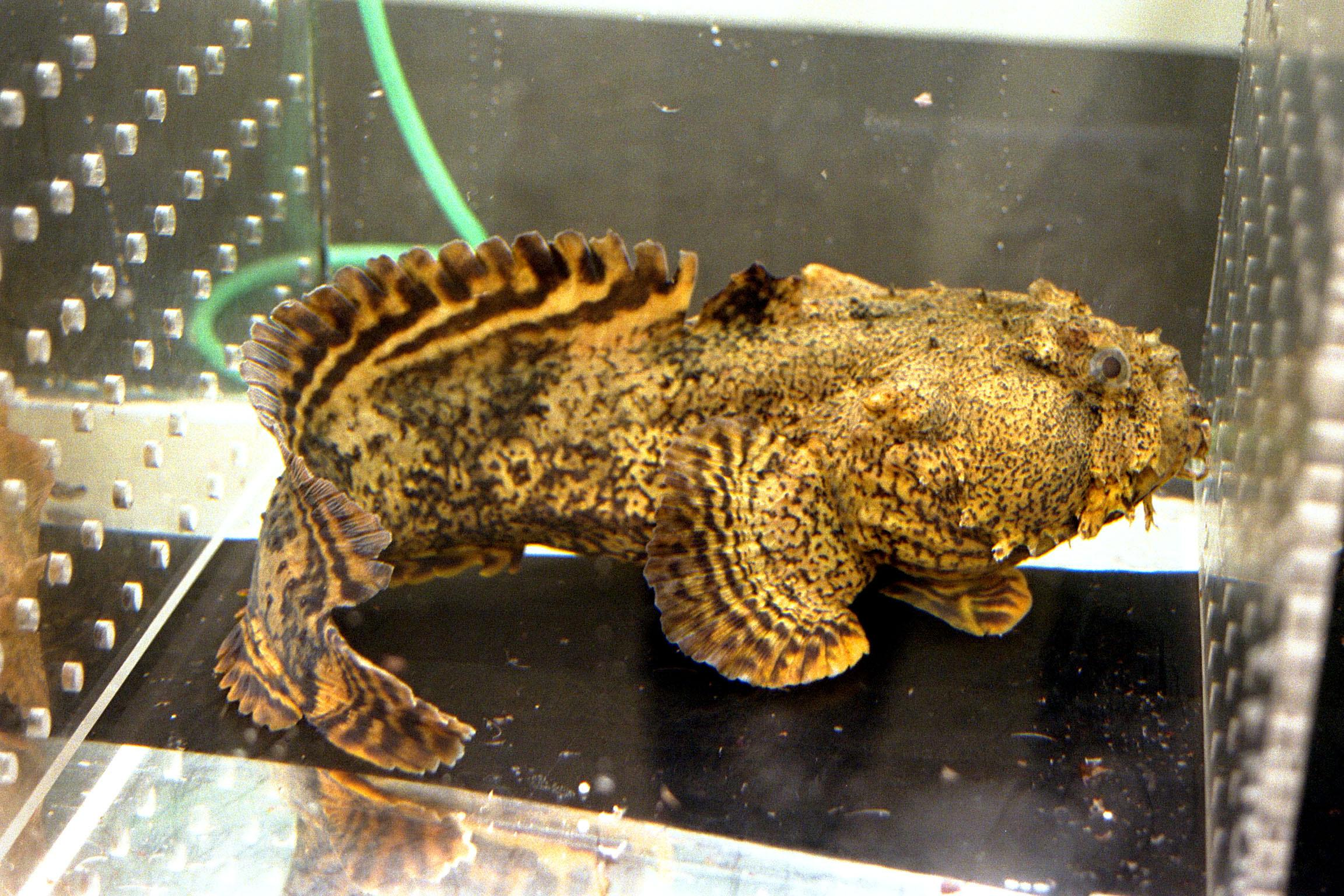
Рыба-жаба, которая участвовала в экспериментах шаттла STS-90.

Более крупные рыбы рыбы-жабы отправлялись в космос на миссиях шаттла. Эти неприхотливые рыбы способны даже некоторое время пребывать вне аквариума. У рыб-жаб органы равновесия схожи с человеческими, при этом отолиты внутреннего уха рыбы способны расти, и этот рост зависит от среды обитания. По структуре отолитов можно было определить какие адаптивные изменения во внутреннем ухе происходят в невесомости. У данной рыбы важным критерием отбора была плоская форма рыла, благодаря которой на рыбе легко крепились датчики, которые проверяли скорость электрических сигналов рецепторов нервной системы на стимулы от вестибулярного аппарата.
В структуре внутреннего уха значимых отклонений не выявлено, но чувствительность была повышена в среднем в 3 раза. На Земле гиперчувствительность сохранялась в течение суток. На вторые сутки всё приходило в норму.

### Японская оризия
В условиях параболического полёта, где создаётся искусственная невесомость в течение короткого промежутка времени, было обнаружено, что одна из групп японских оризий вела себя обычно и не двигалась петлями, как это делают другие рыбы. Эта особенность поведения позволяла совершить некоторые эксперименты.
В первых полётах с этой рыбой ставились эксперименты по нересту в невесомости, что успешно удалось осуществить. По сути японская оризия стала первым позвоночным, спаривавшимся в космосе. В общей сложности во время первого эксперимента STS-65 оризии отложили 43 икринки, из которых  в космосе вылупились 8 мальков и ещё 30 мальков вылупились в течение 3 дней после приземления. Двое мальков, родившихся в космосе, позже дали своё потомство. Скорость размножения космических рыб согласовывалась с показателями земных рыб в контрольных экспериментах.
Икринки и мальки оризии прозрачны, что позволяет наблюдать процесс развития эмбрионов, костей и мышц. Геном рыбки оризии был расшифрован в 2007 году, и это позволило изучать экспрессию (активность) всех генов в космических и земных образцах. Что подтолкнуло исследователей к повторной отправке этих рыб. В некоторых экспериментах проводилась модификация генов, отвечающих за развитие костей, и наблюдались изменения роста костной ткани и влияния гравитации на изменения структуры скелета и самих тканей. Ранее считалось, что уменьшение плотности костей в невесомости наступает только через 10 дней, но у рыб это началось сразу же в первые дни полёта.

## Аквариумы
Для рыб необходимо обеспечить особую среду обитания. В космосе это делается с помощью особых установок, резервуаров и аквариумов
В миссиях Союз-Аполлон и Скайлэб рыбы находились в обычных пластиковых пакетах, наполненных водой и кислородом.
На шаттлах использовался герметичный бокс STATEX и его модификация STATEX 2. Внутри контейнера под давлением находилась контрольная центрифуга и дополнительное помещение для экспериментального оборудования.
Бокс ARF уже представлял собой универсальный контейнер, который мог располагаться в большом количестве экспедиций.
Для экспериментов с вестибулярным аппаратом рыб был разработан специальный аквариум VFEU. В нём используется система очистки воды и биорегенеративные системы.
Те же системы нашли применение в комплексе AAEU, но уже для стандартных экспериментов с размножением и развитием рыб.
Минимумодуль CEBAS уже представлял собой резервуар объёмом 8,6 литра и в нём реализовывалась закрытая биосфера.
Сейчас на МКС для экспериментов с рыбами используется Водная среда обитания (AQH) с полностью замкнутой биологической системой и автоматическим управлением и возможностью исследовать как рыб, так и их мальков в течение трёх поколений.